# Oton Sadar
Oton Sadar, slovenski fotograf in založnik, * 10. november 1864, Škofja Loka, † 1919, Škofja Loka.

## Življenjepis
Rojen je bil v učiteljski družini, njegov oče Lovrenc in brat Vendelin sta bila učitelja. Najprej je Oton Sadar delal kot notarski pisar, vsaj do leta 1890. S fotografsko obrtjo je pričel leta 1896. Pri delu mu je pozneje pomagala hči Ana Marija, rojena 1897. Leta 1910 je bila na njegovo in na Anino ime registrirana tudi prodaja razglednic. Sadar je založil več loških razglednic. Oton Sadar se je leta 1895 poročil z Ano Marijo Müller iz Rečice pri Bledu. Imela sta pet otrok. Leta 1907 mu je umrla žena. Naslednjega leta se je ponovno poročil z Ljudmilo Frančiško Fischer iz Zgornje Kungote na Štajerskem. Fračiška je bila rojena 1875. Ob rojstvu otrok leta 1897 so stanovali na Lontrgu št. 83, danes Spodnji trg 2, leta 1903 v Mestu št. 19, danes Mestni trg 20 in leta 1907 v Mestu 25, pri Žigonu, danes Mestni trg 15.  
Leta 1899 je Oton Sadar na Grabnu na župnijskem vrtu zgradil svoj prvi atelje. V načrtu je bila narisana lesena enokapnica v velikosti okrog 11 x 5 m. Atelje je bil razdeljen na delavnico s temnico in večji salon. Pri izgradnji ateljeja se niso držali načrtov. Postavili so majhno leseno enokapno uto, v kateri je bilo poleti mogoče fotografirati pri dnevni svetlobi od zunaj. Klient je sedel v uti, kjer se je dalo režirati okolje. Sprednje lice je bilo skoraj v celoti odprto. Stranski steni pa sta se po potrebi odpirali z lesenimi polknicami. Ta mini atelje v velikosti 3,10 x 2 m se je ohranil do danes in služi kot shramba za vrtno orodje. Takšen provizorij na tujem svetu Sadarja ni mogel zadovoljiti, saj je moral izdelovati fotografije in tudi fotografirati v stanovanju. Leta 1910 je Sadar odkupil del parcele št. 205 v dvoriščnem podaljšku hiše, danes Kopališka ulica 6. Kupljeni del parcele je gravitiral na Poljansko cesto danes št. 3. Še istega leta je zgradil nov, večji atelje s sobo 4 x 5 m in salonom 7 x 5 m. Stavba je enokapnica in je delno podkletena. Leta 1920 je atelje po njegovi smrti dedovala hči Ana, ki je že prej sodelovala pri očetevi obrti. 
Sadar je bil univerzalen. Vzdrževal in vodil je plesni ansambel. V starih vabilih na loške družabne prireditve (plese) je pogosto zapisano, da bo občinstvo zabavala »komorna godba gospoda Sadarja« ali pa »muzika na lok« gospoda Sadarja. Leta 1913 je dobil od okrajnega glavarstva v Kranju pravo obrtno koncesijo za tovrstno dejavnost. 
Oton Sadar je imel fotografije označene na doslej dva znana načina. Pod sliko, ki je bila nalepljena na trši karton, je bilo zapisano Oton Sadar Škofja Loka. Na hrbtni strani pa: Oton Sadar fotografični atelje v Škofji Loki na Grabnu. Na nemški inačici je spredaj podpisan Otto Sadar Bischoflak, na hrbtni strani pa Otto Sadar Photograph. Atelier Bischoflak. Na nemški inačici je spuščeno »na Grabnu«. Mogoče je takšna oblika že iz časa, ko je imel atelje že v Karlovcu. Leta 1923 je atelje odkupil Avgust Blaznik.